# Thiruvenkatam
Thiruvenkatam là một thị xã panchayat của quận Tirunelveli thuộc bang Tamil Nadu, Ấn Độ.

## Nhân khẩu
Theo điều tra dân số năm 2001 của Ấn Độ, Thiruvenkatam có dân số 7350 người. Phái nam chiếm 50% tổng số dân và phái nữ chiếm 50%. Thiruvenkatam có tỷ lệ 66% biết đọc biết viết, cao hơn tỷ lệ trung bình toàn quốc là 59,5%: tỷ lệ cho phái nam là 77%, và tỷ lệ cho phái nữ là 56%. Tại Thiruvenkatam, 10% dân số nhỏ hơn 6 tuổi.